# Franz Hasil
Franz Hasil (Viena, na época anexada à Alemanha, 28 de julho de 1944) é um ex-jogador de futebol austríaco. 

## Biografia
Franz Hasil começou sua carreira com o 1. Schwechater SC e foi com 18 anos para o Rapid Viena. Ele é considerado um dos melhores jogadores que o clube já produziu. Entre 1962 e 1968, ele jogou um total de 103 jogos como atacante da Rapid. Hasil foi três vezes campeão austríaco (1964, 1967, 1968). Depois de sua temporada mais bem sucedida, onde ele conseguiu vencer a liga e a copa, Hasil mudou-se em 1968 para a Alemanha para jogar no FC Schalke 04.
No clube de Gelsenkirchen, Hasil passou apenas uma temporada. Durante este tempo, ele alcançou, entre outras coisas, a final da Copa da Alemanha.
Depois, Hasil foi para a Holanda para jogar no Feyenoord. Naquele tempo, o clube foi treinado pelo austríaco Ernst Happel. Em Roterdã, Franz Hasil teve seu período mais bem sucedido como jogador. O atacante foi o primeiro austríaco a vencer a Liga dos Campeões da UEFA e a Copa Intercontinental em 1970. 
No final de sua carreira como jogador de futebol, Hasil voltou para a Áustria. De 1973 a 1977 ele jogou na Áustria Klagenfurt. Surpreendentemente, no verão de 1977 ele se transferiu para a um time de segunda divisão. 

## Na Seleção
Franz Hasil fez um total de 21 jogos pela Seleção Austríaca de Futebol e marcou dois gols. Sua estreia internacional foi em 27 de outubro de 1963 em Budapeste contra a Hungria. Seu último jogo na seleção foi em 13 de novembro de 1974 em uma vitória por 1-0 contra a Turquia em Istambul.

## Treinador
Depois de terminar sua carreira como jogador de futebol, Hasil começou a trabalhar como técnico, onde ele no entanto não foi tão bem sucedido como jogador. Como treinador, ele trabalhou no Vienna, SVL Flavia Solva, Wiener Sport-Club, Stotzing, SC Siebenhirten e no Rapid Wien.

## Títulos
- Copa Intercontinental: 1970
- Liga dos Campeões: 1970
- Campeonato Austríaco: 1964, 1967 e 1968
- Eredivisie: 1971
- Copa da Áustria: 1968